# Wayne (Vorname)
Wayne ist ein männlicher Vorname.

## Herkunft und Bedeutung
Der Name Wayne, überwiegend im englischen Sprachraum vorkommend, bestand zunächst als Nachname, der von der Berufsbezeichnung wagon maker, also Wagner, stammt. Dann wurde er auch als Vorname verwendet, etwa aus Begeisterung für den Filmschauspieler John Wayne.

## Namensträger

### A
- Wayne Allard (* 1943), US-amerikanischer Senator
- Wayne Arthurs (* 1971), australischer Tennisspieler

### B
- Wayne Bergeron, US-amerikanischer Jazztrompeter
- Wayne Besen, US-amerikanischer Rechtsanwalt
- Wayne Black (* 1973), simbabwischer Tennisspieler
- Wayne C. Booth (1921–2005), US-amerikanischer Professor für Englische Literatur und Literaturwissenschaftler
- Wayne Boyd (* 1990), britischer Rennfahrer
- Wayne Brady (* 1972), US-amerikanischer Comedian, Synchronsprecher und Sänger
- Wayne Bridge (* 1980), englischer Fußballspieler
- Eric Wayne Burlison, siehe Eric Burlison (* 1976), US-amerikanischer Politiker

### C
- Wayne Carpendale (* 1977), deutscher Schauspieler
- Wayne Carson (1942–2015), US-amerikanischer Musiker
- Wayne Cegielski (* 1956), walisischer Fußballspieler
- Mark Wayne Clark (1896–1984), US-amerikanischer General
- Wayne Cogswell (1937–2020), US-amerikanischer Rock’n’Roll-Musiker und Songschreiber
- Wayne Coleman (1943–2023), US-amerikanischer Profiwrestler, siehe Billy Graham (Wrestler)

### D
- Wayne Duvall (* 1958), US-amerikanischer Schauspieler
- Wayne Dyer (1940–2015), US-amerikanischer Psychologe und Autor

### F
- Don Wayne Fawcett (1917–2009), US-amerikanischer Anatom und Zellbiologe
- Wayne Ferreira (* 1971), südafrikanischer Tennisprofi
- Wayne Fontana (* 1945), britischer Sänger
- Wayne Frost (1963–2008), US-amerikanischer Breakdancer

### G
- John Wayne Gacy (1942–1994), US-amerikanischer Serienmörder
- Wayne Gardner (* 1959), australischer Motorradrennfahrer
- Wayne Gould (* 1945), neuseeländischer Verbreiter des Sudokus in Europa
- Wayne Gretzky (* 1961), kanadischer Eishockeyspieler

### H
- Wayne Hale (* 1954), US-amerikanischer Leiter des Space-Shuttle-Programms der NASA
- Wayne Hussey (* 1958), britischer Musiker aus dem Dark-Wave-Umfeld

### J
- Wayne Jackson (Wayne Lamar Jackson; 1941–2016), US-amerikanischer Jazztrompeter
- Wayne Jackson (* 1971), britischer Sänger, Songwriter, Produzent und Gitarrist
- Wayne Johnston (* 1958), kanadischer Schriftsteller

### K
- Wayne Knight (* 1955), US-amerikanischer Schauspieler
- Wayne Kramer (1948–2024), US-amerikanischer Gitarrist, Sänger und Komponist
- Wayne Kramer (* 1965), südafrikanischer Regisseur, Produzent und Drehbuchautor
- Wayne Krantz (* 1956), US-amerikanischer Gitarrist

### L
- Wayne LaPierre (* 1949), US-amerikanischer Waffenlobbyist und politischer Aktivist
- Wayne Lo (* 1974), US-amerikanischer Amokläufer
- Wayne Lotter (1965–2017), südafrikanischer Ökologe und Naturschutzaktivist

### M
- Wayne Mardle (* 1973), englischer Dartspieler
- Wayne Martin (* 1955), australischer Diskuswerfer und Kugelstoßer
- Wayne McLaren (1940–1992), US-amerikanisches Fotomodell
- Wayne Morse (1900–1974), US-amerikanischer Politiker
- Wayne Miller, US-amerikanischer Trampolinturner

### N
- Wayne Newton (* 1942), US-amerikanischer Entertainer

### O
- Wayne D. Overholser (1906–1996), US-amerikanischer Westernautor

### P
- Richard Wayne Penniman, bekannt als Little Richard (1932–2020), US-amerikanischer Musiker und Schauspieler
- Wayne Péré (* 1965), US-amerikanischer Schauspieler
- Wayne Primeau (* 1976), kanadischer Eishockeyspieler

### R
- Wayne Rainey (* 1960), US-amerikanischer Motorradrennfahrer
- Wayne Robson (1946–2011), kanadischer Schauspieler
- Wayne Rogers (1933–2015), US-amerikanischer Schauspieler und Unternehmer
- Wayne Rooney (* 1985), englischer Fußballspieler

### S
- Kenny Wayne Shepherd (* 1977), US-amerikanischer Bluesrock-Musiker
- Wayne Shorter (1933–2023), US-amerikanischer Jazz-Saxophonist und -Komponist
- Wayne Static (1965–2014), US-amerikanischer Sänger und Musiker

### T
- Wayne Thiebaud (1920–2021), US-amerikanischer Maler
- Wayne Thomas (1947–2025), kanadischer Eishockeyspieler, -trainer und -funktionär
- Wayne Thomas (* 1958), walisischer Fußballspieler
- Wayne Tucker (* ≈1986), US-amerikanischer Jazzmusiker

### V
- Ronald Wayne Van Zant (1948–1977), US-amerikanischer Rockmusiker, siehe Ronnie Van Zant

### W
- Wayne Wang (* 1949), US-amerikanischer Regisseur
- Wayne Weiler (1934–2005), US-amerikanischer Rennfahrer
- Wayne Wells (* 1946), US-amerikanischer Ringer
- Wayne Wilderson (* 1966), US-amerikanischer Schauspieler
- Wayne Williams (* 1933), US-amerikanischer Rockabilly-Musiker
- Wayne Wonder (* 1972), jamaikanischer Reggae- und Dancehall-Singjay
- Wayne Wong (* 1950), kanadischer Freestyle-Skier
- Wayne Wright (1932–2008), US-amerikanischer Jazzgitarrist

### Y
- Wayne Yip (* 1981), britischer Filmregisseur, -produzent und Drehbuchautor

## Nachweise
1. ↑  https://www.behindthename.com/name/wayne